# Daniel Márcio Fernandes
Daniel Márcio Fernandes (Edmonton, Canadá, 25 de septiembre de 1983) es un exfutbolista lusocanadiense que jugaba como guardameta. Actualmente trabaja como agente de jugadores.

## Vida personal
Es hijo de padre portugués y madre checa. Nació en Edmonton, Canadá, y se crio en el este de Vancouver, Columbia Británica. Su primer equipo fue el Vancouver Olympics. Tiene dos hermanos menores. Está casado con la noruega  Tori-Kristin Fernandes, con quien tiene una hija, Vida Danyela.

## Selección nacional
Fue internacional con la selección sub-20 de Canadá, su país de nacimiento, y con la selección absoluta de Portugal, país de origen de su padre. Fue convocado como tercer arquero de Portugal para la Copa del Mundo de 2010 en Sudáfrica.

### Participaciones en la Copa del Mundo
| Mundial                        | Sede      | Resultado        | Partidos | Goles |
| ------------------------------ | --------- | ---------------- | -------- | ----- |
| Copa Mundial de Fútbol de 2010 | Sudáfrica | Octavos de final | 0        | 0     |

### Participaciones en la Eurocopas
| Copa                    | Sede     | Resultado      |
| ----------------------- | -------- | -------------- |
| Eurocopa Sub-21 de 2006 | Portugal | Fase de grupos |

## Clubes
| Club                             | País           | Año       |
| -------------------------------- | -------------- | --------- |
| F. C. Porto "B"                  | Portugal       | 2001-2002 |
| R. C. Celta de Vigo "B"          | España         | 2002-2003 |
| → SSV Jahn Ratisbona II (cedido) | Alemania       | 2003      |
| PAOK Salónica                    | Grecia         | 2003-2008 |
| VfL Bochum                       | Alemania       | 2008-2011 |
| → Iraklis F. C. (cedido)         | Grecia         | 2010      |
| → Panathinaikos F. C. (cedido)   | Grecia         | 2010-2011 |
| → Panserraikos F. C. (cedido)    | Grecia         | 2011      |
| CFR Cluj                         | Rumania        | 2011      |
| F. C. Twente                     | Países Bajos   | 2012-2015 |
| → OFI Creta (cedido)             | Grecia         | 2013-2014 |
| → Panthrakikos F. C. (cedido)    | Grecia         | 2014-2015 |
| → San Antonio Scorpions (cedido) | Estados Unidos | 2015      |
| Rayo OKC                         | Estados Unidos | 2016      |
| Lillestrøm SK                    | Noruega        | 2017      |
| S. C. Farense                    | Portugal       | 2018-2020 |
| Tarxien Rainbows F. C.           | Malta          | 2020-2021 |
| Birkirkara F. C.                 | Malta          | 2021-2022 |
| Gudja United F. C.               | Malta          | 2022      |

## Palmarés

### Campeonatos nacionales
| Título | Club     | País    | Año  |
| ------ | -------- | ------- | ---- |
| Liga I | CFR Cluj | Rumania | 2012 |

### Distinciones individuales
| Distinción                                              | Año  |
| ------------------------------------------------------- | ---- |
| Elegido mejor jugador del PAOK Salónica en la temporada | 2008 |